# Eerste Kamerverkiezingen 2015/Kandidatenlijst/SP
De kandidatenlijst voor de Eerste Kamerverkiezingen 2015 van de Socialistische Partij werd in januari door een partijraad vastgesteld.
De lijst werd op 30 april 2015 definitief vastgesteld door het centraal stembureau voor deze verkiezingen.
1. Tiny Kox
2. Arda Gerkens
3. Hans-Martin Don
4. Anneke Wezel
5. Bastiaan van Apeldoorn
6. Tuur Elzinga
7. Meta Meijer
8. Bob Ruers
9. Frank Köhler
10. Geert Reuten
11. Henk Overbeek
12. Sineke ten Horn
13. Erik Meijer
14. Riet de Wit
15. Jules Iding
16. Ineke Palm
17. Tineke Slagter-Roukema
18. Moska Ghazizoi
19. Riet Nigten
20. Kevin Levie
21. Ane Duijff
22. Inez Staarink
23. Bernard Gerard
24. Edith Plantier
25. Trix de Roos
26. Pieter Kraaima
27. Jean Rouwet
28. Remi Poppe

VVD · PVV · CDA · D66 · GroenLinks · SP · PvdA · ChristenUnie · Partij voor de Dieren · 50PLUS · SGP · OSF
1995 · 1999 · 2003 · 2007 · 2011 · 2015 · 2019 · 2023